# Ołena Stepaniw
Ołena Iwaniwna Stepaniw (ukr. Олена Іванівна Степанів, Ołena Stepaniw-Daszkewycz, ukr. Олена Іванівна Степанів–Дашкевич (ur. 7 grudnia 1892 w Wiśniowczyku, zm. 11 lipca 1963 we Lwowie) – ukraińska historyk, geograf, pedagog, działacz społeczny, żołnierz Legionu Ukraińskich Strzelców Siczowych i Ukraińskiej Armii Halickiej w stopniu czotara (chorążego). Doktor filozofii (1921), docent Uniwersytetu Lwowskiego (1944). Długoletni (1949-1956) więzień Gułagu.

## Życiorys
Urodziła się w rodzinie duchownego greckokatolickiego. Po ukończeniu gimnazjum i seminarium nauczycielskiego pracowała jako korepetytor, działała w ruchu skautowym Płasta. W 1912 rozpoczęła studia na Wydziale Filozoficznym Uniwersytetu Lwowskiego, studiowała historię i geografię. Była członkiem Ukraińskiej Partii Radykalnej, Hromady Akademickiej, zarządu ukraińskiego związku studentów.
W czasie I wojny światowej żołnierz Legionu Ukraińskich Strzelców Siczowych w stopniu chorążego, dowódca plutonu kobiecego Legionu. Uczestniczyła w walkach w kampanii karpackiej na froncie rosyjskim, w tym w bitwie o górę Makiwka (IV/V 1915). 29 maja 1915 wzięta do niewoli rosyjskiej, przebywała w obozie jenieckim w Taszkencie do kwietnia 1917, gdy wróciła do Galicji.
Od 2 listopada 1918 uczestniczyła w bitwie o Lwów po stronie ukraińskiej. Chorąży 4 Brygady Piechoty Ukraińskiej Armii Halickiej, później referent  w Sekretariacie Spraw Zagranicznych Zachodnioukraińskiej Republiki Ludowej.  Po klęsce militarnej ZURL  w wojnie polsko-ukraińskiej  w końcu 1919 wyjechała wraz z rządem Jewhena Petruszewycza do Wiednia, gdzie ukończyła studia ze stopniem naukowym doktora filozofii. W 1921 wróciła do  Galicji,  wstąpiła do Ukraińskiej Partii Pracy Narodowej.  Była nauczycielem gimnazjum sióstr bazylianek we Lwowie (1922-1935), wykładowcą tajnego Uniwersytetu Ukraińskiego i ukraińskiego gimnazjum akademickiego. Jedna z  inicjatorów stworzenia komisji geograficznej Towarzystwa Naukowego im. Szewczenki.
W czasie II wojny światowej  nauczyciel szkoły średniej, w czasie okupacji niemieckiej kierownik biura statystycznego miasta Lwowa. Od 1944  docent Uniwersytetu Lwowskiego, Instytutu Handlu Sowieckiego.  W latach 1946–47 pracowała w Kijowie.
W grudniu 1949 aresztowana przez NKWD i skazana przez OSO NKWD  na 10 lat więzienia w obozach koncentracyjnych Gułagu.  Więziona w obozach Mordowii. Zwolniona w 1956, wróciła do Lwowa, gdzie zmarła.  Pochowana na Cmentarzu Łyczakowskim.
W 1920 poślubiła Romana Daszkewycza (generał-chorąży armii Ukraińskiej Republiki Ludowej 1892-1975).  Ich synem był Jarosław Daszkewycz (1926-2010), ukraiński historyk.
Odznaczona Krzyżem Wojskowym Karola i Medalem Waleczności.